# Družboslovna informatika
Družboslovna informatika je interdisciplinarna znanstvena veda o načrtovanju, uporabi in posledicah informacijske-komunikacijske tehnologije (IKT) v sodobnih družbah. Utemeljitelj družboslovne informatike Rob Kling (1999) jo opredeljuje kot interakcijo IKT s širšim družbenim (predvsem organizacijskim, institucionalnim in kulturnim) okoljem. Odgovarjajoče znanstveno področje se nanaša na raziskave, ki obravnavajo družbene vidike informatizacije, vključno z vlogo IKT v družbeni strukturi ter načine, na katere družbene strukture in prakse sooblikujejo družbeno organizacijo IKT. Podobno tudi mnogi drugi avtorji (Dahlbom 1996; Penniman 2005; Lamb in Sawyer 2005) družboslovno informatiko razumejo kot raziskovalno področje, ki se osredotoča na proučevanje odnosa med ljudmi, IKT in spremljajočo družbeno strukturo.

Družboslovna informatika se je kot disciplina pričela vzpostavljati na različne načine že od sedemdesetih let dvajsetega stoletja dalje. Sam angleški izraz "social informatics" se je sicer prvič pojavil kasneje (1997) v krogu raziskovalcev Roba Klinga, ki velja za pionirja in utemeljitelja družboslovne informatike (Kling 1999). Njegovo delo nadaljuje Rob Kling Center for Social Informatics, Indiana University Bloomington. Na drugi strani res prvo formalno pojavljanje izraza 'družboslovna informatika' najdemo v Evropi, kjer je norveški sociolog Stein Bråten leta 1983 definiral družboslovno informatiko kot »znanstveno področje, ki se ga uvršča med psihologijo, sociologijo in informatiko« (Roggen 1998). Med pomembne začetke družboslovne informatike uvrščamo tudi Fakulteto za družbene vede, Univerza v Ljubljani, kjer se je leta 1985 družboslovna informatika prvič na svetu pojavila kot študijski program (Vehovar 2006).

## Predmet preučevanja družboslovne informatike
Predmet preučevanja družboslovne informatike je izrazito dinamičen, predvsem zaradi interdisciplinarnosti in hitro spreminjajočih sodobnih družb, kjer se oblikujejo in pojavljajo nove IKT z novimi načini uporabe, posledicami in spremembami, ki se odražajo tako na tehnološki ravni kot tudi družbeni ravni. Ravno zato so se v okviru opredeljevanja družboslovne informatike oblikovala različna razumevanja in definicije področja, ki pokrivajo tri vidike interakcij IKT in sodobne družbe (Vehovar in Petrič 2006; Vehovar 2006): 

- (1) Interakcija med IKT in družbo - Družbeni vidiki računalnikov, informatike oziroma IKT v najširšem smislu so nadalje razdeljeni na tri nivoje:
  - (1a) Interakcija z IKT na osebni ravni se nanaša na posameznikov odnos z IKT (npr. interakcija človek–računalnik, kognitivni vidiki, psihološka tematika itd.);
  - (1b) Interakcija IKT na organizacijski (mikro) ravni se nanaša na socio-organizacijski vidik uporabe IKT. Delno se prekriva tudi z upravljavskimi vidiki IKT;
  - (1c) Interakcija IKT na družbeni (makro) ravni se nanaša na splošne spremembe v družbi, ki so posledica IKT, na primer družbene spremembe in tematiko, povezano z informacijsko družbo, kjer so vključeni nacionalni, regionalni in globalni vidiki.
- (2) Uporaba IKT v družboslovju - Uporabo in aplikacije IKT v družboslovju lahko ločimo v tri smeri: 
  - (2a) Računalniško modeliranje družboslovnih podatkov, vključno z računalniškimi simulacijami na področju družboslovja, tj. prebivalstveni modeli, mikrosimulacije, modeli za odločanje (odločanje) ter inteligentne aplikacije za odkrivanje znanja (knowledge discovery applications);
  - (2b) Informacijski sistemi in aplikacije e-poslovanja v družboslovju, kar vključuje aplikacije v javnem sektorju, socialnih službah itd., ter se posebej nanaša na oblike e-poslovanja v družbenih podsistemih kot so e-uprava, e-zdravje, e-izobraževanje itd.;
  - (2c) Strukturiranje in konceptualizacija informacij oziroma vsebin, npr. informacijska arhitektura internetnih strani, bibliografskih vsebin, besedilnih baz in drugih podatkov ali informacij na področjih povezanih z družboslovjem.
- (3) IKT kot orodje pri družboslovnem raziskovanju:
  - (3a) Računalniško podprte metode za statistično analizo družboslovnih podatkov; sem spadajo različni statistični programski paketi in specifična orodja: analize velikih socialnih omrežij, podatkovno rudarjenje, metoda ponovnega vzorčenja, Gibbs sampler, združevanje podatkov, itd.;
  - (3b) Računalniško podprto zbiranje podatkov za kvantitativne (npr. anketno zbiranje podatkov) in kvalitativne raziskave (npr. virtualna etnografija, online fokusne skupine). Na tem področju je uporaba orodij za spletno anketiranje najbolj pogosta IKT aplikacija na področju družboslovnega raziskovanja;
  - (3c) Orodja IKT za obdelavo, organizacijo, analizo in predstavitev družboslovnih podatkov predstavljajo področje, ki se pospešeno razvija in tudi integrira v kompleksno platformo za virtualno sodelovanje v družboslovnem raziskovanju. Vključuje tudi vso infrastrukturo in aplikacije, ki omogočajo učinkovito in inteligentno iskanje in dostopanje do podatkovnih arhivov in knjižničnih gradiv, vsa on-line analitična orodja (npr. Nesstar), kot tudi nove načine znanstvenega sodelovanja podprtega z modernimi IKT (npr. GRID tehnologija).

V zadnjih nekaj letih razvoj družboslovne informatike nakazuje na pojavljanje novega področja in konteksta oz. veje, ki se odpira kot povezava področja (1) interakcija IKT z družbo in (2) uporaba IKT v družboslovju, ter teži k raziskovanju družbenih in tehničnih vidikov storitev spletnega komuniciranja (kot so na primer socialna omrežja ipd.). Zgoraj našteta področja in konteksti niso le v ekskluzivni domeni družboslovne informatike, saj se nekatera podpodročja močno prekrivajo z drugimi disciplinarnimi podpodročij in so predmet obravnave znotraj drugih disciplinarnih ved (Vehovar in Petrič 2006). Zaradi tega se pojavljajo različna razumevanja družboslovne informatike oz. se jo povezuje z drugimi znanstvenimi področij kot je skupnostna informatika, medijske, komunikološke in internetne študije ipd., kar ima za posledico tudi nekatere težave pri vzpostavljanju družboslovne informatike kot discipline in enotnega znanstvenega telesa znotraj akademske skupnosti. 
Na drugi strani v zadnjih letih opažamo izredno hitro naraščanja števila izobraževalnih institucij in raziskovalnih centrov s področja družboslovne informatike . Hkrati se s tem pojem družboslovne informatike pojavlja v vse širših in raznolikih kontekstih. Opažamo tudi nove trende postopnega poenotenja, kar bi lahko omogočilo večjo formalizacijo in vzpostavljanja znanstvenega področja. 

## Študij družboslovne informatike v Sloveniji
Študij družboslovne informatike kot samostojne smeri v okviru študija sociologije poteka na Fakulteti za družbene vede od leta 1985. Izvaja ga Katedra za družboslovno informatiko in metodologijo. Študijski program Družboslovna informatika interdisciplinarno povezuje znanja informacijsko-komunikacijske tehnologije, družboslovja ter interneta. Glavna področja študija s katerimi se študenti srečajo zajemajo znanja uporabne informatike, raziskovanja interneta, metodologije, statistike in podatkovne analitike. Prednost študija je njegova usmerjenost v prihodnost, omogoča namreč odlične možnosti zaposlitve ter nadaljevanje študija na različnih magistrskih programih, ima velik poudarek na praktičnemu delu, ponuja možnost prakse v podjetjih ter morebitnih delodajalcih in možnost študija v tujini. 
Dodiplomski program ponuja dve zanimivi študijski smeri: Digitalne tehnologije in družba ter Uporabna družboslovna informatika, v okviru katerih poleg skupnih obveznih predmetov študentje vpisujejo tudi široko izbiro strokovnih izbirnih predmetov. 
Smer Digitalne tehnologije in družba je bolj usmerjena v veščine poznavanja družbenih procesov ter spletne analitike, rabe informacijsko-komunikacijskih tehnologij, sociološkega razumevanje družbenih medijev in uporabe ter uvajanja internetnih tehnologij. Medtem ko je smer Uporabna družboslovna informatika bolj usmerjena v načrtovanje in zasnovo internetnih sistemov ter komunikacij, sodelovanje v razvoju sodobnih tehnologij in implementacijo digitalnih vsebin/storitev. 
- Dodiplomska stopnja: 
  - Družboslovna informatika (3-letni program)

- Podiplomska stopnja: 
  - Magistrski program Družboslovne informatike (2-letni program).

- Doktorski študij: 
  - Družboslovna informatika,
  - Družboslovna metodologija,
  - Družboslovna statistika (modul Univerzitetnega doktorskega programa Statistika).

## Študij družboslovne informatike v tujini
Študij družboslovne informatike se v tujini izvaja v različnih oblikah, in sicer ali kot študijski program (dodiplomski in podiplomski študij) ali pa kot šola, fakulteta in katedra. V nadaljevanju je predstavljen seznam univerz, v okviru katerih se izvajajo različne oblike študija družboslovne informatike v tujini: 
 
1. Dodiplomski študij:

- ZDA: Univerza v Toledu, Univerza Bradley v Illinoisu, Univerza Suffolk, Vzhodna univerza zvezne države Connecticut;
- Nemčija: Poklicna akademija Stuttgart (družbena informatika);
- Romunija: Zahodna univerza Timisoare.

2. Podiplomski študij:
- ZDA: Univerza Bloomington v Indiani;
- Velika Britanija: Univerza v Yorku;
- Švica: Univerza za uporabne znanosti v St. Gallenu;
- Poljska: poljsko-japonski inštitut za informacijsko tehnologijo.

3. Šola, fakulteta, katedra:
- Japonska: Univerza v Kjotu, Univerza v Čuju, Univerza Aojama Gakuin;
- Ukrajina: Nacionalna univerza radio elektronike v Harkovu;
- Tajvan: Univerza Juan Dze;
- Litva: Univerza Mykolasa Romerisa.